# Ophiomyia phalloides
Ophiomyia phalloides är en tvåvingeart som beskrevs av Mitsuhiro Sasakawa 2004. Ophiomyia phalloides ingår i släktet Ophiomyia och familjen minerarflugor.
Artens utbredningsområde är Vanuatu. Inga underarter finns listade i Catalogue of Life.